# Œuilly, Aisne

Œuilly este o comună în departamentul Aisne din nordul Franței. În 1 ianuarie 2022 avea o populație de 295 de locuitori.